# Yoalticitl
Yoalticitl « gardienne de la nuit » dans la mythologie aztèque, est la déesse des berceaux et de la naissance infantile.